# Série de championnat de la Ligue américaine de baseball 1969
La Série de championnat de la Ligue américaine de baseball 1969 était la série finale de la Ligue américaine de baseball, dont l'issue a déterminé le représentant de cette ligue à la Série mondiale 1969, la grande finale des Ligues majeures.
Cette série trois de cinq débute le samedi 4 octobre 1969 et se termine le lundi 6 octobre par une victoire des Orioles de Baltimore, trois matchs à zéro sur les Twins du Minnesota. La MLB lance cette année-là un nouveau format de séries éliminatoires. Il s'agit de la première année que les Séries de championnat ont lieu, tant dans la Ligue américaine que la Ligue nationale.

## Équipes en présence

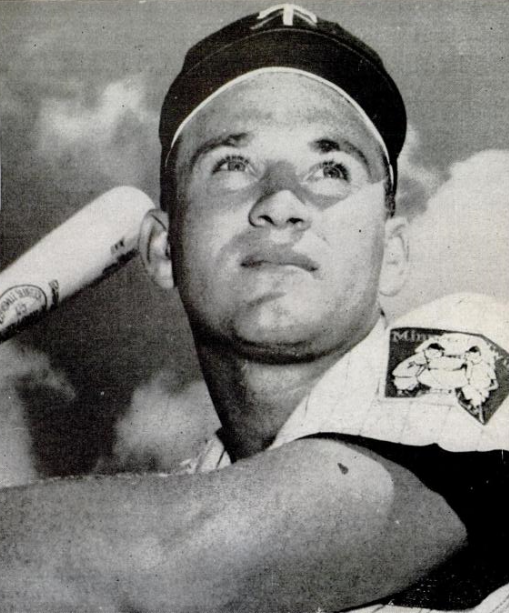
Harmon Killebrew, des Twins, frappe 49 circuits en 1969.

Avec 109 victoires contre seulement 53 défaites en saison régulière 1969, les Orioles de Baltimore connaissent la première de trois saisons consécutives de 100 victoires ou plus. C'est la première fois de son histoire que la franchise atteint ce nombre, et en date de 2011, il s'agit toujours du record d'équipe pour une saison régulière. Les Orioles enlèvent facilement le titre de la division Est de la Ligue américaine avec 19 parties de priorité sur leurs plus proches poursuivants, les Tigers de Detroit. Baltimore remporte le championnat après avoir échoué lors des deux saisons suivant leur conquête de la Série mondiale 1966.
Les Twins du Minnesota, avec 97 gains contre 65 revers en saison régulière, décrochent le titre de champions de la section Ouest en devançant par neuf parties les Athletics d'Oakland. Les Twins, qui évoluent à Bloomington au Minnesota, finissent en première place pour la première fois depuis 1965, année où ils avaient atteint la Série mondiale pour finalement s'incliner devant les Dodgers de Los Angeles.
Minnesota et Baltimore sont respectivement les deux équipes ayant marqué le plus de points en saison régulière en 1969. Les Twins sont menés en attaque par le champion frappeur de l'Américaine, Rod Carew, et le champion des coups de circuit Harmon Killebrew, ce dernier voté meilleur joueur de l'année. Les Orioles leur opposent une solide rotation de lanceurs partants menée par deux gagnants de 20 victoires : Mike Cuellar, lauréat du trophée Cy Young du meilleur lanceur de 1969, et Dave McNally.
Cet affrontement est la première présentation de la Série de championnat de la Ligue américaine. 
Le prix du joueur par excellence de la Série de championnat n'existe pas encore à cette époque.

## Déroulement de la série

### Calendrier des rencontres
| Match | Date      | Visiteur             | Hôte                 | Score              |
| ----- | --------- | -------------------- | -------------------- | ------------------ |
| 1     | 4 octobre | Twins du Minnesota   | Orioles de Baltimore | 3 - 4 (12 manches) |
| 2     | 5 octobre | Twins du Minnesota   | Orioles de Baltimore | 0 - 1 (11 manches) |
| 3     | 6 octobre | Orioles de Baltimore | Twins du Minnesota   | 11 - 2             |

### Match 1
Samedi 4 octobre 1969 au Memorial Stadium, Baltimore, Maryland.
| Twins du Minnesota | 0 | 0 | 0 | 0 | 1 | 0 | 2 | 0 | 0 | 0 | 0 | 0 | 3 | 4  | 2 |
| Orioles de Baltimore | 0 | 0 | 0 | 1 | 1 | 0 | 0 | 0 | 1 | 0 | 0 | 1 | 4 | 10 | 1 |
| Lanceurs partants : MIN : Jim Perry BAL : Mike Cuellar Vic. : Dick Hall (1-0) Déf. : Ron Perranoski (0-1) HRs : MIN : Tony Oliva (1) BAL : Frank Robinson (1), Boog Powell (1), Mark Belanger (1) |   |   |   |   |   |   |   |   |   |   |   |   |   |    |   |

### Match 2
Dimanche 5 octobre 1969 au Memorial Stadium, Baltimore, Maryland.
| Twins du Minnesota                                                                                            | 0 | 0 | 0 | 0 | 0 | 0 | 0 | 0 | 0 | 0 | 0 | 0 | 3 | 1 |
| Orioles de Baltimore                                                                                          | 0 | 0 | 0 | 0 | 0 | 0 | 0 | 0 | 0 | 0 | 1 | 1 | 8 | 0 |
| Lanceurs partants : MIN : Dave Boswell BAL : Dave McNally Vic. : Dave McNally (1-0) Déf. : Dave Boswell (0-1) |   |   |   |   |   |   |   |   |   |   |   |   |   |   |

### Match 3
Lundi 6 octobre 1969 au Metropolitan Stadium, Bloomington, Minnesota.
| Orioles de Baltimore | 0 | 3 | 0 | 2 | 0 | 1 | 0 | 2 | 3 | 11 | 18 | 0 |
| Twins du Minnesota | 1 | 0 | 0 | 0 | 1 | 0 | 0 | 0 | 0 | 2  | 10 | 2 |
| Lanceurs partants : BAL : Jim Palmer MIN : Bob Miller Vic. : Jim Palmer (1-0) Déf. : Bob Miller (0-1) HRs : BAL : Paul Blair (1) |   |   |   |   |   |   |   |   |   |    |    |   |